# Discolichen
Autrefois on dénommait discolichen ou disco-lichen  tous les discomycètes lichénisés.  
La notion de Discomycetes (ancienne classe taxonomique (super-ordre) de champignons ascomycètes) est aujourd'hui scientifiquement désuète, de même donc que celle de discolichen.